# Арчибальд, Нейт
Натаниель «Нейт» Арчибальд (англ. Nathaniel "Nate" Archibald; родился 2 сентября 1948 года) — американский профессиональный баскетболист, выступавший 14 лет в Национальный баскетбольной ассоциации в основном за команды «Канзас-Сити Кингз» и «Бостон Селтикс». Арчибальд в 1991 году был включен в Зал славы баскетбола, в 1996 году в список 50 величайших игроков в истории НБА. В «Сакраменто Кингз» за ним закреплён номер 1.
В 1970 году во время драфта НБА он был выбран под 19-м номером командой «Цинциннати Роялз». Он был также выбран на драфте Американской баскетбольной ассоциации командой «Техас Чеперрелс».

## Карьера в школе и колледже
Арчибальд рос в неблагополучном районе Южного Бронкса в Нью-Йорке, играл в баскетбол в средней школе всего полтора сезона, и был исключен из состава основной команды в средней школе Девитт Клинтон (DeWitt Clinton High School) на втором курсе. Его талант заметили импресарио Флойд Лейн и Пабло Робертсон, которые убедили школьного тренера вернуть юношу в команду.  Он сумел стать звездой средней школы, в 1966 году его назвали капитаном команды и включили в список лучших игроков города. Арчибальд начал регулярно посещать школу и работал над улучшением своей плохой академической успеваемости. Для улучшения своих шансов играть в баскетбол в колледже и получить стипендию, Арчибальд поступил в Западный колледж Аризоны, а в следующем году перевелся в Техасский университет в Эль-Пасо (UTEP). У него было три выдающихся сезона в Эль-Пасо, с 1967 по 1970 год, под руководством тренера Дона Хаскинса, вошедшего в Зал славы баскетбола.

## Статистика

### Статистика в НБА
| Сезон                                                                                    | Команда       | Регулярный сезон | Регулярный сезон | Регулярный сезон | Регулярный сезон | Регулярный сезон | Регулярный сезон | Регулярный сезон | Регулярный сезон | Регулярный сезон | Регулярный сезон | Регулярный сезон | Серия плей-офф | Серия плей-офф | Серия плей-офф | Серия плей-офф | Серия плей-офф | Серия плей-офф | Серия плей-офф | Серия плей-офф | Серия плей-офф | Серия плей-офф | Серия плей-офф |
| Сезон                                                                                    | Команда       | GP               | GS               | MPG              | FG%              | 3P%              | FT%              | RPG              | APG              | SPG              | BPG              | PPG              | GP             | GS             | MPG            | FG%            | 3P%            | FT%            | RPG            | APG            | SPG            | BPG            | PPG            |
| ---------------------------------------------------------------------------------------- | ------------- | ---------------- | ---------------- | ---------------- | ---------------- | ---------------- | ---------------- | ---------------- | ---------------- | ---------------- | ---------------- | ---------------- | -------------- | -------------- | -------------- | -------------- | -------------- | -------------- | -------------- | -------------- | -------------- | -------------- | -------------- |
| 1970/71                                                                                  | Цинциннати    | 82               |                  | 35,0             | 44,4             |                  | 75,7             | 3,0              | 5,5              |                  |                  | 16,0             | Не участвовал  | Не участвовал  | Не участвовал  | Не участвовал  | Не участвовал  | Не участвовал  | Не участвовал  | Не участвовал  | Не участвовал  | Не участвовал  | Не участвовал  |
| 1971/72                                                                                  | Цинциннати    | 76               |                  | 43,1             | 48,6             |                  | 82,2             | 2,9              | 9,2              |                  |                  | 28,2             | Не участвовал  | Не участвовал  | Не участвовал  | Не участвовал  | Не участвовал  | Не участвовал  | Не участвовал  | Не участвовал  | Не участвовал  | Не участвовал  | Не участвовал  |
| 1972/73                                                                                  | Канзас-Сити   | 80               |                  | 46,0             | 48,8             |                  | 84,7             | 2,8              | 11,4             |                  |                  | 34,0             | Не участвовал  | Не участвовал  | Не участвовал  | Не участвовал  | Не участвовал  | Не участвовал  | Не участвовал  | Не участвовал  | Не участвовал  | Не участвовал  | Не участвовал  |
| 1973/74                                                                                  | Канзас-Сити   | 35               |                  | 36,3             | 45,1             |                  | 82,0             | 2,4              | 7,6              | 1,6              | 0,2              | 17,6             | Не участвовал  | Не участвовал  | Не участвовал  | Не участвовал  | Не участвовал  | Не участвовал  | Не участвовал  | Не участвовал  | Не участвовал  | Не участвовал  | Не участвовал  |
| 1974/75                                                                                  | Канзас-Сити   | 82               |                  | 39,6             | 45,6             |                  | 87,2             | 2,7              | 6,8              | 1,5              | 0,1              | 26,5             | 6              |                | 40,3           | 36,4           |                | 81,4           | 1,8            | 5,3            | 0,7            | 0,0            | 20,2           |
| 1975/76                                                                                  | Канзас-Сити   | 78               |                  | 40,8             | 45,3             |                  | 80,2             | 2,7              | 7,9              | 1,6              | 0,2              | 24,8             | Не участвовал  | Не участвовал  | Не участвовал  | Не участвовал  | Не участвовал  | Не участвовал  | Не участвовал  | Не участвовал  | Не участвовал  | Не участвовал  | Не участвовал  |
| 1976/77                                                                                  | Нью-Йорк Нетс | 34               |                  | 37,6             | 44,6             |                  | 78,5             | 2,4              | 7,5              | 1,7              | 0,3              | 20,5             | Не участвовал  | Не участвовал  | Не участвовал  | Не участвовал  | Не участвовал  | Не участвовал  | Не участвовал  | Не участвовал  | Не участвовал  | Не участвовал  | Не участвовал  |
| 1978/79                                                                                  | Бостон        | 69               |                  | 24,1             | 45,2             |                  | 78,8             | 1,5              | 4,7              | 0,8              | 0,1              | 11,0             | Не участвовал  | Не участвовал  | Не участвовал  | Не участвовал  | Не участвовал  | Не участвовал  | Не участвовал  | Не участвовал  | Не участвовал  | Не участвовал  | Не участвовал  |
| 1979/80                                                                                  | Бостон        | 80               |                  | 35,8             | 48,2             | 22,2             | 83,0             | 2,5              | 8,4              | 1,3              | 0,1              | 14,1             | 9              |                | 36,9           | 50,6           | 50,0           | 88,1           | 1,2            | 7,9            | 1,1            | 0,0            | 14,2           |
| 1980/81                                                                                  | Бостон        | 80               |                  | 35,3             | 49,9             | 0,0              | 81,6             | 2,2              | 7,7              | 0,9              | 0,2              | 13,8             | 17             |                | 37,1           | 45,0           | 0,0            | 80,9           | 1,6            | 6,3            | 0,8            | 0,0            | 15,6           |
| 1981/82                                                                                  | Бостон        | 68               | 51               | 31,9             | 47,2             | 37,5             | 74,7             | 1,7              | 8,0              | 0,8              | 0,0              | 12,6             | 8              | 0              | 34,6           | 42,9           | 0,0            | 89,3           | 2,1            | 6,5            | 0,6            | 0,3            | 10,6           |
| 1982/83                                                                                  | Бостон        | 66               | 19               | 27,4             | 42,5             | 20,8             | 74,3             | 1,4              | 6,2              | 0,6              | 0,1              | 10,5             | 7              | 0              | 23,0           | 32,4           | 16,7           | 75,9           | 1,4            | 6,3            | 0,3            | 0,0            | 9,6            |
| 1983/84                                                                                  | Милуоки       | 46               | 46               | 22,6             | 48,7             | 22,2             | 63,4             | 1,7              | 3,5              | 0,7              | 0,0              | 7,4              | Не участвовал  | Не участвовал  | Не участвовал  | Не участвовал  | Не участвовал  | Не участвовал  | Не участвовал  | Не участвовал  | Не участвовал  | Не участвовал  | Не участвовал  |
|                                                                                          | Всего         | 876              | 116              | 35,6             | 46,7             | 22,4             | 81,0             | 2,3              | 7,4              | 1,1              | 0,1              | 18,8             | 47             | 0              | 34,9           | 42,3           | 11,8           | 82,6           | 1,6            | 6,5            | 0,7            | 0,0            | 14,2           |
| Наведите курсор мыши на аббревиатуры в заголовке таблицы, чтобы прочесть их расшифровку. |               |                  |                  |                  |                  |                  |                  |                  |                  |                  |                  |                  |                |                |                |                |                |                |                |                |                |                |                |